# Richlord Ennin
Richlord „Richie” Ennin (ur. 17 września 1998 w Toronto) – kanadyjski piłkarz grający na pozycji napastnika w rosyjskim klubie FK Niżny Nowogród, do którego jest wypożyczony z łotewskiego Spartaksa Jurmała. Wychowanek Brampton East i Toronto FC. Były młodzieżowy reprezentant Kanady.

## Sukcesy
Žalgiris Wilno
- Mistrzostwo Litwy: 2020
- Zdobywca Superpucharu Litwy: 2020